# 土門熱
土門 熱（どもん あつし）は、日本の男性声優。

## 概要
主に女性向けシチュエーションCDや18禁作品を中心に出演している。
ドラマCD特典のフリートークパート以外で実際に話をする機会は少ないが、Webラジオ「佐藤拓也の「やれます！」」（2017年1月25日配信、第100回）にゲストとして自身初となるラジオ出演を果たした。
好きな食べ物はビターチョコレート。ダミーヘッドマイクを用いた収録が多い関係上、喉に絡まないものを好むという。

## 出演作品
※太字は主役・メインキャラクター

### ゲーム
2005年
- しすたー・すきーむ ～お姉ちゃんとのシかたについて～（風紀委員D）

2007年
- ARCUS X シリーズ（ウォーレン）[1]
- IZUMO3（鈴鹿の父）
- Ma Maison ～素直になれない住人たち～（伍籐祐介）[2]
- Reversible（田中）

2009年
- 真説 猟奇の檻 第2章（梶原まこと、サスケ）
- 友達の母を犯すということ（秋本哲平）
- 夏色ストレート!（村沢一樹）[3]
- 花と乙女に祝福を（三船千里）

2010年
- 神楽幻想譚 ～妖かしの姫～（葛城誠一郎）[4]
- 花と乙女に祝福を ロイヤルブーケ（三船千里）[5]

2013年
- イノセントバレット -the false world-（杉江遼）[6]

2014年
- アイかれ（ケイ・ウッドストック）
- おねだりシェアメイト（峰村逸生）[7]
- ジンコウガクエン2（温）[8]
- 相州戦神館學園 八命陣（柊四四八）[9]
- らぶらぶつんつん（弓場尊）[10]

2015年
- 姉小路直子と銀色の死神（富永弐介）[11]
- オルフレール（アデル・リード）[12]
- 相州戦神館學園 万仙陣（柊四四八）[13]

2016年
- あけいろ怪奇譚（加賀見真）[14]
- 円環のメモーリア（香月斗真）[15]
- 珊海王の円環（アルヴィド・グロス）[16]
- スキとスキで三角関係（部長）[17]
- 罪ナル螺旋ノ檻 －Whispers of Iscariot－（クラウス・シュトラウス）[18]
- ビースト×ライト（ユージン・フォックス）[19]

2017年
- 桜花裁き（土方紀風）
- オルフレール ～幸福の花束～（アデル・リード）[20]
- 緋のない所に烟は立たない -緋修離と一蓮托生の女たち-（緋修離）
- ふるえ、ゆらゆらと 上弦の章（源頼光）
- みなとカーニバルFD（富永弐助）

2018年
- 円環のメモーリア-カケラ灯し-（香月斗真）
- Deep One -ディープワン-（文示宮篤）

2021年
- PLUS MATE (時雨橙碁)

### OVA
2012年
- びんかんアスリート（持田茂）

### ドラマCD
- 愛し君に、戀文を（羽間律）[21]
- 雨の痕 あなたしか愛せない（藤堂朝陽）[22]
- 十六夜恋歌 冬（千代彦）[23]
- お医者さまの言うとおり。～お悩み解決XXX外来～CASE1（桐島瑛一郎）[24]
- 大人のメルヘンシリーズ和 雪の妖 ～怒りっぽい彼～（雪兎）[25]
- おやすみ彼氏6 ～大人な彼氏と過ごす夜～（守塚悠生）[26]
- ガールズセラピスト case.03（花城藤牙）[27]
- 籠女ノ唄 ～吉原夜話～ 第一話（山吹）[28]
- 彼と添い寝でしたいコトぜんぶ シリーズ（岡崎祥）
  - 彼と添い寝でしたいコトぜんぶ 岡崎祥[29]
  - 彼と添い寝でしたいコトもっと 真瀬智晴＆岡崎祥[30]
- 彼のプラマイ事情1 ＋優しい年上 －甘いSな彼（三輪谷和至）[31]
- 君の声に恋してる 蓮-ren-（蓮）[32]
- キミの手で癒して ～不器用彼氏の甘い看病～（沢村裕也）[33]
- キョウダイの恋愛事情 vol.3（星野雅巳）[34]
- 禁断情事 芸能人とファン（松浦駿）[35]
- Cream Pie ～大好きな彼と、素肌のままで最後まで❤～（二ノ宮蛍）[36]
- このカレ、要注意！ シリーズ（松島祐介）[37]
  - このカレ、要注意！ 第2弾 同僚編 「恋ベタ同期の暴走する嫉妬心」
  - このカレ、要注意！ 第2弾 同僚編 「小悪魔後輩の絡めとる独占愛」
- Secret eMotion 志田真咲（志田真咲）[38]
- 私立常盤坂学院 - immoral game - 第1巻 王城エリヤ 〜冷酷な王は雨下に涙す〜（王城エリヤ）[39]
- 新米ルポライター、頑張ります！ Round 2（倉下建吾）[40]
- slow slow XXX... シリーズ（峰島健太）[41]
  - slow slow XXX ... white
  - slow slow XXX ... pink
- SEXual Philia vol.2（和）[42]
- それはささやかな恋のはじまり（滝山玲一）[43]
- Dark Night Princess 第四弾 赤ずきん（ウィリー）[44]
- Dark -闇に堕ちた愛- 追放された英雄 海賊アルフレッド（アルフレッド・フォテスキュー）[45]
- 大好きな彼とHして腕まくらでピロートークされちゃうシリーズ 第9弾 同い年彼氏と記念日デートのあとで❤編（加佐見直弥）[46]
- 抱恋 シリーズ（池添叶斗）
  - 抱かれてから始まった恋 ～叶斗編～[47]
  - 抱かれてから始まる恋 ～叶斗編～[48]
- Wダーリンシリーズ 朝起きたら彼氏が2人になってた件についてw ～幼馴染の彼～（高雄）[49]
- 旦那以外2 ～この雪が融けるまで～（村上永久）[50]
- てとてトライオン!ドラマCD『獅子ヶ崎の普通の一日』（鷲塚慎一郎）[51]
- 土門熱だらけ～ちょっと大胆になって～
- TRIANGLE KINGDOM SIDE：F（ヴァレリアン＝セザンヌ）[52]
- とろとろ♡どるちぇ キャラメルえっち編（麻溝悠）[53]
- 濡羽の家の祟り婚 春の章 渇き（松本正和）[54]
- Virgin～わたしのはじめて～ Vol.1 有貴（有貴）[55]
- Beat#Mix vol.4（久雅稜）[56]
- ファム・ファタール - Vol.1 覚醒 -（加持透）[57]
- 不倫純愛 上司との恋（武内雅史）[58]
- ヘンアイカレシ Vol.2 スパダリカレシとアオカンライフ 花園悠一編（花園悠一）[59]
- ボクたちの四角な関係 シリーズ（比角啓冴）[60]
  - ボクたちの四角な関係 SIDE：1-夏目珠生
  - ボクたちの四角な関係 SIDE：2-比角啓冴
- My Darling’s Job vol.2「彼はお医者さん♥」（及川悠真）[61]
- やっぱり同級生（タメ）の恋人が好き！ 第二弾（藤沢湊）[62]
- 遊女悲恋 -緋衣草の章-（緋扇）[63]
- 欲情したカレに××されちゃう ご褒美＆お仕置CD シリーズ（芹沢皐月）[64]
  - 欲情したカレに××されちゃうご褒美CD 「遠距離恋愛上司の甘～い束縛」
  - 欲情したカレに××されちゃうお仕置CD 「遠距離恋愛上司の過激な束縛」
- LoveToxic 2人はバカップル 同棲カップル編（小此木佑真）[65]
- ラブユーブング（永嶺海斗）[66]
- Reversible シリーズ（弓場尊）[67]
  - Reversible vol.1 ～俺様カレシ・尊～
  - re:Reversible vol.1～俺様カレシ・尊～
- リミット・コール（飴野幸太）[68]
- わたしの獣 新庄千郷編（新庄千郷）[69]
- Honeyjamシリーズ　01歳下カレシ&ハジメテの夜（羽鳥優吾）
- Honeyjamシリーズ　11歳下カレシ&記念のヨル（羽鳥優吾）
- Secret OZclub Rnute03冷徹だけど美しい私のキング（志嶋ヨハン）
- Secret OZclub Rnute06嘘にまみれた不器用な私のキング（天瀬羽水）
- ｢Monthly 土門熱｣Type-A（中原瑛士）
- ｢Monthly 土門熱｣Type-B（都築日向）
- ｢Monthly 土門熱｣Type-O（大谷宗一郎）
- ｢Monthly 土門熱｣Type-AB（蛯名類）
- Strawberry＆Lemonadeシリーズ act01あまやかな愛（涼風羽衣）
- SEX DRIVEシリーズ ～私の気だるい教育係・高瀬一粋～（高瀬一粋）
- SEX DRIVEシリーズ ～私の甘やかな教育係・高瀬一粋～（高瀬一粋）
- 大人の夏休みシリーズ 花火師・花菱宏之の場合（花菱宏之）
- Bride Auctionシリーズ Auctioneer01 葛城万世

### 歌
- 男のALL FOR YELL!（PCゲーム『姉小路直子と銀色の死神』男友達ED）
  - 歌 - 富永弐介